# Pterastericola fedotovi
Pterastericola  fedotovi — вид війчастих плоских червів родини Pterastericolidae. Вид поширений на півночі Атлантики та у Арктиці біля берегів Північної Європи, зустрічається у фьордах Норвегії. Вперше описаний у 1916 році у Білому морі. Вид є паразитом морських зірок Pteraster obscurus, Pteraster pulvillus, Pteraster militaris.